# Benedikt Kauff

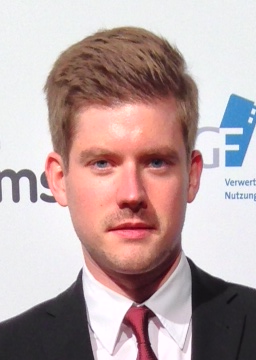
Benedikt Kauff (2014)

Benedikt Kauff (* 25. Juli 1985 in Mainz) ist ein deutscher Schauspieler.

## Leben und Karriere
Benedikt Kauff studierte Schauspiel an der Hochschule für Musik und Theater „Felix Mendelssohn Bartholdy“ Leipzig in Leipzig und gehörte von 2009 bis 2011 zum Schauspielstudio am Staatsschauspiel Dresden. Hier arbeitete er u. a. mit den Regisseuren Tilmann Köhler, Holk Freytag und Frank Panhans zusammen. 2010 spielte er in Tilmann Köhlers Inszenierung von Horváths „Italienische Nacht“, die bei der Bensheimer Woche junger Schauspieler mit dem Günther-Rühle-Preis für die beste schauspielerische Ensembleleistung ausgezeichnet wurde. Gastrollen führten ihn an die Sächsische Staatsoper Dresden, das Theater der Jugend Wien und das Nationaltheater Mannheim. Unter der Intendanz von Erich Sidler war Benedikt Kauff von 2014 bis zur Spielzeit 2018/19 festes Ensemblemitglied am Deutschen Theater Göttingen. Als freiberuflicher Schauspieler steht er regelmäßig für Film und Fernsehen vor der Kamera.

## Auszeichnungen
- 2010: Günther-Rühle-Preis 2010 / Ensemblepreis für das Theaterstück „Italienische Nacht“
- 2017: Nachwuchspreis des Fördervereins des Deutschen Theaters als „bester Schauspieler für 2016/2017“

## Theaterstücke (Auswahl)
- Der Untertan, Rolle: Diederich Heßling
- Das Ende des Regens, Rolle: Gabriel Law

## Filmografie (Auswahl)
- 2010: Tatort: Bluthochzeit

- 2010: Cold Star (Kurzfilm)

- 2011: Hannah Mangold  & Lucy Palmer (Fernsehfilm)
- 2012: Der Turm (Fernsehfilm)
- 2014: Elser – Er hätte die Welt verändert
- 2015: Die Kanzlei (Fernsehserie, 1 Folge Der letzte Vorhang)
- 2020–2022: Babylon Berlin (Fernsehserie, 3 Folgen)

- 2023: jerks. (Fernsehserie, 1 Folge)